# Neusticomys peruviensis
Neusticomys peruviensis là một loài động vật có vú trong họ Cricetidae, bộ Gặm nhấm. Loài này được Musser & Gardner mô tả năm 1974.